# Vernonia praemorsa
Vernonia praemorsa là một loài thực vật có hoa trong họ Cúc. Loài này được Muschl. miêu tả khoa học đầu tiên năm 1911.